# Radgendorf

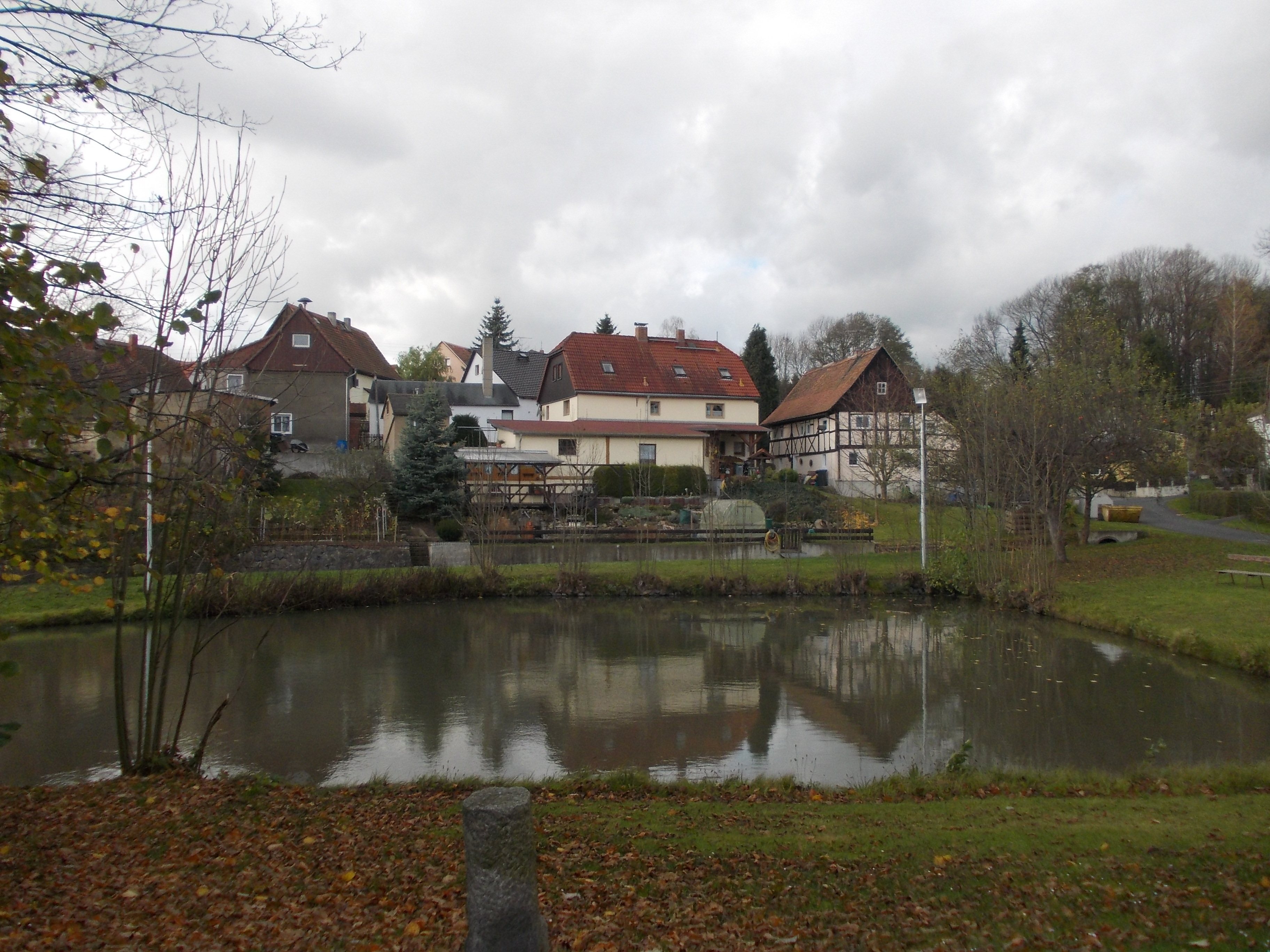
Radgendorf

Radgendorf ist ein Gemeindeteil von Mittelherwigsdorf im Landkreis Görlitz.

## Geografie

### Lage
Radgendorf liegt im südlichen Teil des Landkreises im Zittauer Becken in der Östlichen Oberlausitz. Das Dorf liegt am Fuße des Lehnberges um einen Teich in der Quellmulde des Radgendorfer Wassers. Nordöstlich erhebt sich der Hutberg (280,2 m ü. NN), im Südosten der Rote Berg (245,6 m ü. NN). Östlich verläuft die Bundesstraße 99, westlich die neue Bundesstraße 178 und südlich die Bahnstrecke Zittau–Görlitz, jeweils in einer Entfernung von etwa einem Kilometer.

### Straßen
Der Ortsteil wird von den Straßen Radgendorfer Ring und Radgendorfer Straße durchzogen.

### Nachbarorte
| Oberseifersdorf | Romerei, Wittgendorf                        |             |
| Eckartsberg     | Kompassrose, die auf Nachbargemeinden zeigt | Drausendorf |
| Zittau          |                                             |             |

## Geschichte
Radgendorf hat seinen Ursprung wahrscheinlich in einem slawischen Rundling. Erstmals schriftlich erwähnt wurde Radeckindorf 1391 in den Zinslisten des Zittauer Hospitals St. Jakob. Der Ortsname leitet sich vom slawischen Personennamen Radek her. Radgendorf war immer eines der Zittauer Ratsdörfer, jedoch mit Ausschluss des direkt der Oberlausitzer Landvogtei unterstehenden Lehngutes. 1506 ließen die Oybiner Cölestiner südwestlich von Radgendorf am Scheidebach einen Teich für eine Mühle anlegen. Der Kretscham wurde 1727 erbaut. 1736 bestand Radgendorf aus zwei Lehngütern, drei Bauerngütern, drei Gärtnern und elf Häuslern.
Bis 1869 wuchs Radgendorf auf 39 Häuslerstellen an – mit zumeist in Umgebindebauweise errichteten Weberhäusern. Die Hauptgebäude waren die beiden Lehngüter, der Kretscham, das Schulhaus, das Gemeindehaus, das Weinhaus, die Schmiede und das Spritzenhaus. Die Hausweberei wurde um die Jahrhundertwende aufgegeben, stattdessen arbeiteten die Häusler in den Industriebetrieben von Zittau, Hirschfelde und Reichenau oder bei der Gewerkschaft „Herkules“ in Türchau.
1959 wurde in Radgendorf die LPG Frischer Wind gegründet. Die Zwangskollektivierung der Landwirte gelang in Radgendorf besonders gut, die Gemeinde wurde im Dezember 1959 zum ersten vollgenossenschaftlichen Dorf des Kreises Zittau.
1965 wurde Radgendorf nach Eckartsberg eingemeindet, seit 1994 ist es ein Ortsteil von Mittelherwigsdorf. In der ehemaligen Kiesgrube an der Marke wurde 1984 eine öffentliche Müllkippe angelegt, die 1989 geschlossen wurde; zwischen 1991 und 1993 wurde sie erneut als Mülldeponie des Landkreises Zittau genutzt.

### Ortsname
Urkundlich überliefert sind die Namensformen Radeckindorf (1391), Ratchindorf (1415), Rattgenndorff (1524), Ratgendorff (1732) und Rattgendorf (1791). Seit 1836 wird das Dorf als Radgendorf bezeichnet.

### Verwaltungszugehörigkeit
1777: anteilig Görlitzer Kreis/Budissiner Kreis, 1849: Landgerichtsbezirk Löbau, 1856: Gerichtsamt Zittau, 1875: Amtshauptmannschaft Zittau, 1952: Kreis Zittau, 1994: Landkreis Löbau-Zittau, 2008: Landkreis Görlitz

### Einwohnerentwicklung
| Jahr | Einwohner                               |
| ---- | --------------------------------------- |
| 1777 | 6 besessene Mann, 3 Gärtner, 17 Häusler |
| 1834 | 207                                     |
| 1871 | 201                                     |
| 1890 | 187                                     |
| 1910 | 182                                     |
| 1925 | 187                                     |
| 1939 | 203                                     |
| 1946 | 225                                     |
| 1950 | 234                                     |
| 1964 | 200                                     |
| 2010 | 129                                     |

## Ortsbild
Radgendorf weist eine Großblockflur auf. Die mit einer fruchtbaren Lösslehmdecke überzogene Ortsflur ist vollständig entwaldet und wird größtenteils als Ackerland genutzt. Die ausgedehnten Feuchtauen am Zusammenfluss des Radgendorfer Wassers mit dem Fröschelbach bis zu dessen Einmündung in den Scheidebach dienen als Wiesenland.
Die Häuser von Radgendorf gruppieren sich größtenteils in der Mulde um den Teich. Über der Mulde liegen fünf Güter und einige Häusleranwesen.

## Mülldeponie
Die Kiesgrube östlich von Radgendorf wurde ab 1984 zur Verkippung von Hausmüll des Kreises Zittau genutzt. Wegen des Fehlens jeglicher Schutzmaßnahmen wurde die Müllkippe nach der Wende noch 1989 geschlossen. Der Landkreis Zittau ließ die Kippe zu einer Deponie herrichten, die von 1991 bis 1993 betrieben wurde. Dabei mussten 75.000 m³ Altmüll umgelagert werden. 1993 wurde die Deponie mit einer Gesamtfläche von 7 ha geschlossen. Ihre Ablagerungsfläche betrug ca. 5,2 ha, darauf wurden ca. 500.000 m³ Hausmüll mit einer Müllmächtigkeit ca. 22 bis 32 m deponiert.